# Досовичский сельсовет
Досо́вичский сельсовет — бывшая административно-территориальная единица в составе Могилёвского района Могилёвской области.
Административный центр — деревня Досовичи.

## История
20 августа 1924 года в Могилёвским районе были созданы 19 сельсоветов, в том числе Досовичский сельсовет.
21 июля 1956 года Досовичский сельсовет пераименован в Хоновский сельсовет, а центр сельсовета перенесен из деревни Досовичи в деревню Большое Хоново.
С 6 апреля 1973 года в Заводскослободском сельсовете.